# 鄭旗生
鄭旗生（1949年—），生於台灣，籍貫福建建甌，中國國民黨籍。中華民國陸軍退役少將，曾任蔣仲苓辦公室主任，退伍後任兩岸統合學會秘書長，致力於推動中國統一。為歷史教育新三自運動協會理事、史記文化公司董事長、克毅文化公司董事長、立陞企業管理顧問公司董事長。

## 生平
畢業於中華民國陸軍官校，曾任蔣仲苓辦公室主任，1993年升任陸軍少將。退伍後，投入民主行動聯盟與兩岸統合學會。
在臺灣高中課程綱要微調案中，2010年，王曉波主導歷史課網修改，張亞中與王曉波成為高中教科書審閱委員。2013年，鄭旗生成立史記與克毅兩間出版社，出版高中歷史教科書，經高中教科書審閱委員會審閱通過，引起立法委員關注。
2013年，至中華人民共和國北京市，參與第五屆海峽論壇大會以及「築信研討會：止戈與立信」研討會。
2015年，中國共產黨中央委員會總書記習近平提出「兩岸共修抗戰史」，鄭旗生協助推動。
2019年，於中華人民共和國廣西壯族自治區南寧市舉辦的第三屆「中華民族抗日戰爭史與抗戰精神傳承研討會」，由鄭旗生協助辦理。
2021年，至北京市人民大會堂，參與紀念辛亥革命110周年大會，並接受中國中央電視台專訪。